# Jawor (827 m)
Jawor (827 m n.p.m.) – szczyt w Bieszczadach Zachodnich, w Paśmie Łopiennika i Durnej.
Jawor znajduje się w bocznym grzbiecie odbiegającym na zachód ze szczytu o wysokości 832 m n.p.m. w północnej części grzbietu głównego. Od tego nienazwanego wzniesienia oddziela go przełęcz Patryszczak (712 m n.p.m.), przez którą przebiega droga stokowa z Bystrego do Jabłonek. Masyw, podobnie jak sąsiednie szczyty, charakteryzuje się dosyć dużym nachyleniem stoków. Zachodni opada do doliny Jabłonki, natomiast północne i południowe zbocza odwadniają jej niewielkie prawobrzeżne dopływy.
Górne partie południowego stoku na powierzchni 3,02 hektara obejmuje rezerwat przyrody Cisy na Górze Jawor utworzony w 1957 r. Znajduje się tam najliczniejsza populacja cisa pospolitego w Bieszczadach licząca łącznie 1640 osobników, z czego 265 ma wysokość powyżej 1,3 m. Z rzadkich w Polsce roślin występuje też groszek wschodniokarpacki. Ponadto góra w całości leży na terenie Ciśniańsko-Wetlińskiego Parku Krajobrazowego.
Na południowo-zachodnim stoku znajdowało się pole bitwy stoczonej w lutym 1915 roku podczas I wojny światowej. W dolinie Jabłonki, u podnóża zachodniego stoku znajduje się zaś nieczynny kamieniołom.
Góra jest w całości porośnięta lasem, przez co nie ma tu punktów widokowych. Nie prowadzą tędy szlaki turystyczne.